# Porrocaecum angusticolle
Espèce
Synonymes
- Ascaris angusticolle Molin, 1860 (protonyme)

Porrocaecum angusticolle est une espèce de nématodes de la famille des Toxocaridae et parasite d'oiseaux.

## Hôtes
Porrocaecum angusticolle parasite des oiseaux, comme le Héron intermédiaire (Egretta intermedia) et le Piranga vermillon (Piranga rubra), et a aussi été retrouvé chez les rapaces suivants :
- Aigle criard (Clanga clanga)
- Aigle pomarin (Clanga pomarina)
- Aigle ravisseur (Aquila rapax)
- Aigle royal (Aquila chrysaetos)
- Autour des palombes (Accipiter gentilis)
- Bondrée apivore (Pernis apivorus)
- Busard des roseaux (Circus aeruginosus)
- Busard Saint-Martin (Circus cyaneus)
- Petite Buse (Buteo platypterus)
- Buse pattue (Buteo lagopus)
- Buse à queue rousse (Buteo jamaicensis)
- Buse variable (Buteo buteo)
- Effraie des clochers (Tyto alba)
- Épervier d'Europe (Accipiter nisus)
- Épervier brun (Accipiter striatus)
- Faucon crécerelle (Falco tinnunculus)
- Hibou moyen-duc (Asio otus)
- Milan noir (Milvus migrans lineatus)
- Milan royal (Milvus milvus)
- Milan sacré (Haliastur indus)

## Taxinomie
L'espèce est décrite en 1860 par le zoologiste italien Raffaele Molin sous le protonyme Ascaris angusticolle.